# Paul Miller (basket-ball)
Pour les articles homonymes, voir Paul Miller et Miller.
Paul Miller, né le 17 novembre 1982, à Jefferson City, dans le Missouri, est un joueur américain de basket-ball. Il évolue aux postes d'ailier fort et de pivot.